# Waalse Pijl 1975
De 39e editie van de Waalse Pijl werd gehouden op donderdag 17 april 1975. Start en finish waren voor de tweede keer in Verviers. Het parcours door de Ardennen had een lengte van 225 kilometer. Aan het vertrek verschenen 152 renners van wie 42 de finish bereikten.

## Verloop
De Belgische renner André Dierickx won voor de tweede keer in zijn loopbaan, eerder in 1973, deze Waalse klassieker. Dierickx, rijdend voor de kleine Duitse ploeg Rokado, reageerde attent bij een ontsnapping op vijftig kilometer voor de aankomst van zijn landgenoten Freddy Maertens, Eddy Merckx, Frans Verbeeck en Roger De Vlaeminck. Dit vijftal werd een trio nadat eerst Maertens en daarna De Vlaeminck moest lossen.
Vooral door het kopwerk van Merckx bleven de achtervolgers op afstand. Dierickx toonde zich het sterkste in de sprint door de aanval van Verbeeck af te slaan. Merckx, die de eindspurt had ingezet, finishte als derde.

## Uitslag
| Waalse Pijl 1975 |                          |                        |          |
| Plaats           | Naam                     | Ploeg                  | Tijd     |
| Winnaar          | André Dierickx           | Rokado                 | 5u48'44" |
| 2                | Frans Verbeeck           | Maes-Watney            | z.t.     |
| 3                | Eddy Merckx              | Molteni                | z.t.     |
| 4                | Freddy Maertens          | Flandria-Carpenter     | + 1'39"  |
| 5                | Jean-Pierre Danguillaume | Peugeot-BP-Michelin    | z.t.     |
| 6                | Gerrie Knetemann         | Gan-Mercier-Hutchinson | + 1'51"  |
| 7                | Ferdinand Bracke         | TI-Raleigh             | z.t      |
| 8                | Joop Zoetemelk           | Gan-Mercier-Hutchinson | + 2'29"  |
| 9                | Roger De Vlaeminck       | Brooklyn               | z.t.     |
| 10               | Walter Planckaert        | Maes-Watney            | + 7'02"  |

1936 · 1937 · 1938 · 1939 · 1940 · 1941 · 1942 · 1943 · 1944 · 1945 · 1946 · 1947 · 1948 · 1949 · 1950 · 1951 · 1952 · 1953 · 1954 · 1955 · 1956 · 1957 · 1958 · 1959 · 1960 · 1961 · 1962 · 1963 · 1964 · 1965 · 1966 · 1967 · 1968 · 1969 · 1970 · 1971 · 1972 · 1973 · 1974 · 1975 · 1976 · 1977 · 1978 · 1979 · 1980 · 1981 · 1982 · 1983 · 1984 · 1985 · 1986 · 1987 · 1988 · 1989 · 1990 · 1991 · 1992 · 1993 · 1994 · 1995 · 1996 · 1997 · 1998 · 1999 · 2000 · 2001 · 2002 · 2003 · 2004 · 2005 · 2006 · 2007 · 2008 · 2009 · 2010 · 2011 · 2012 · 2013 · 2014 · 2015 · 2016 · 2017 · 2018 · 2019 · 2020 · 2021 · 2022 · 2023 · 2024 · 2025 · 2026
Lijst van beklimmingen